# ألفريدو كراوس
ألفريدو كراوس (بالإسبانية: Alfredo Kraus) (و. 1927 – 1999 م) هو مغني أوبرا، ومغني، من إسبانيا، ولد في لاس بالماس دي غران كناريا، توفي في مدريد، عن عمر يناهز 72 عاماً.

## جوائز
حصل على جوائز منها:
- جائزة أميرة أشتوريس للفنون  [لغات أخرى]‏ (1991)
- ميدالية الاستحقاق الذهبية في الفنون الجميلة (إسبانيا) (1981)
- الصليب الأعظم للنيشان المدني لألفونسو العاشر الحكيم
- قائد باسم ترتيب إيزابيلا الكاثوليكية.

## معرض صور

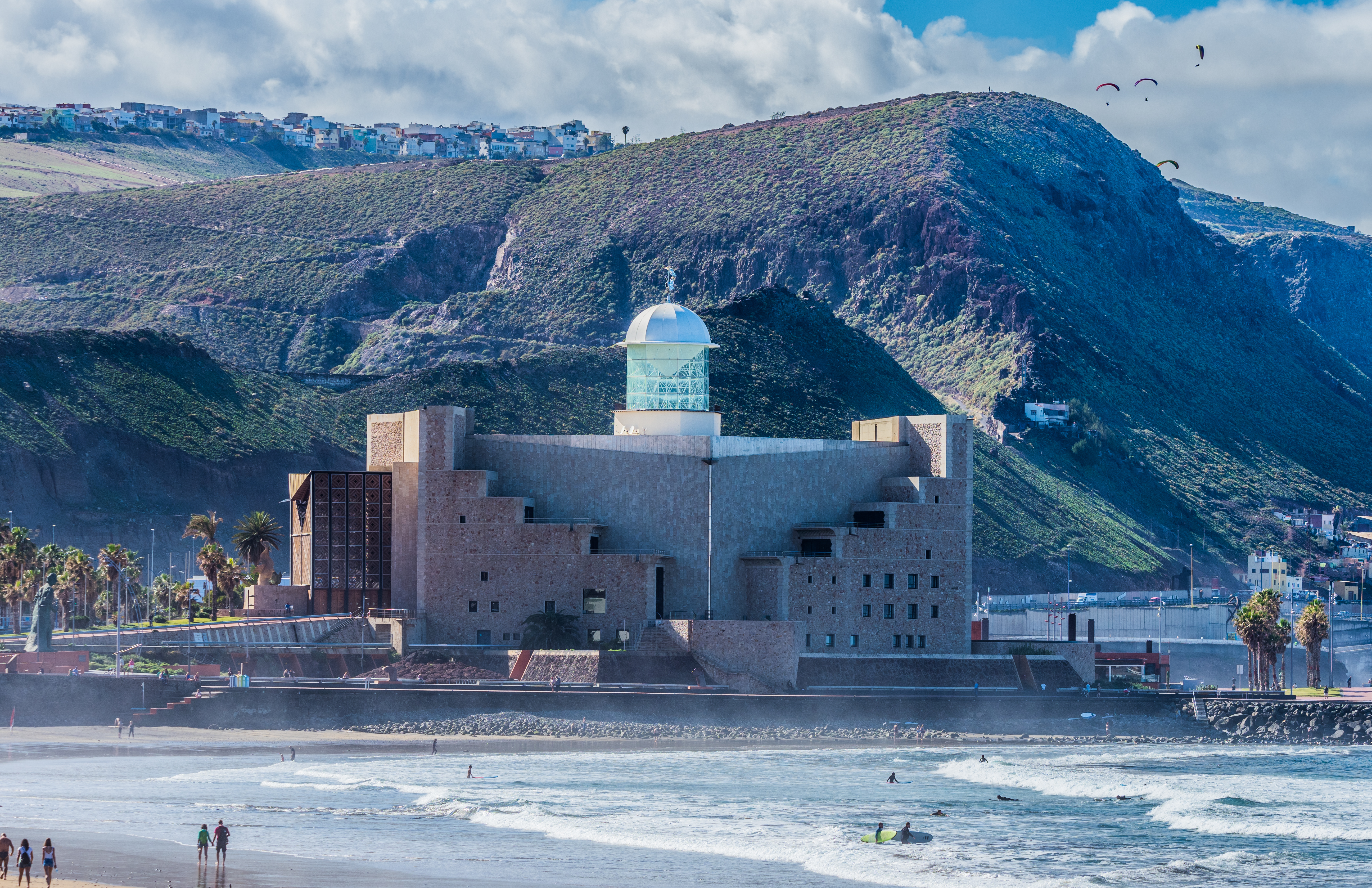
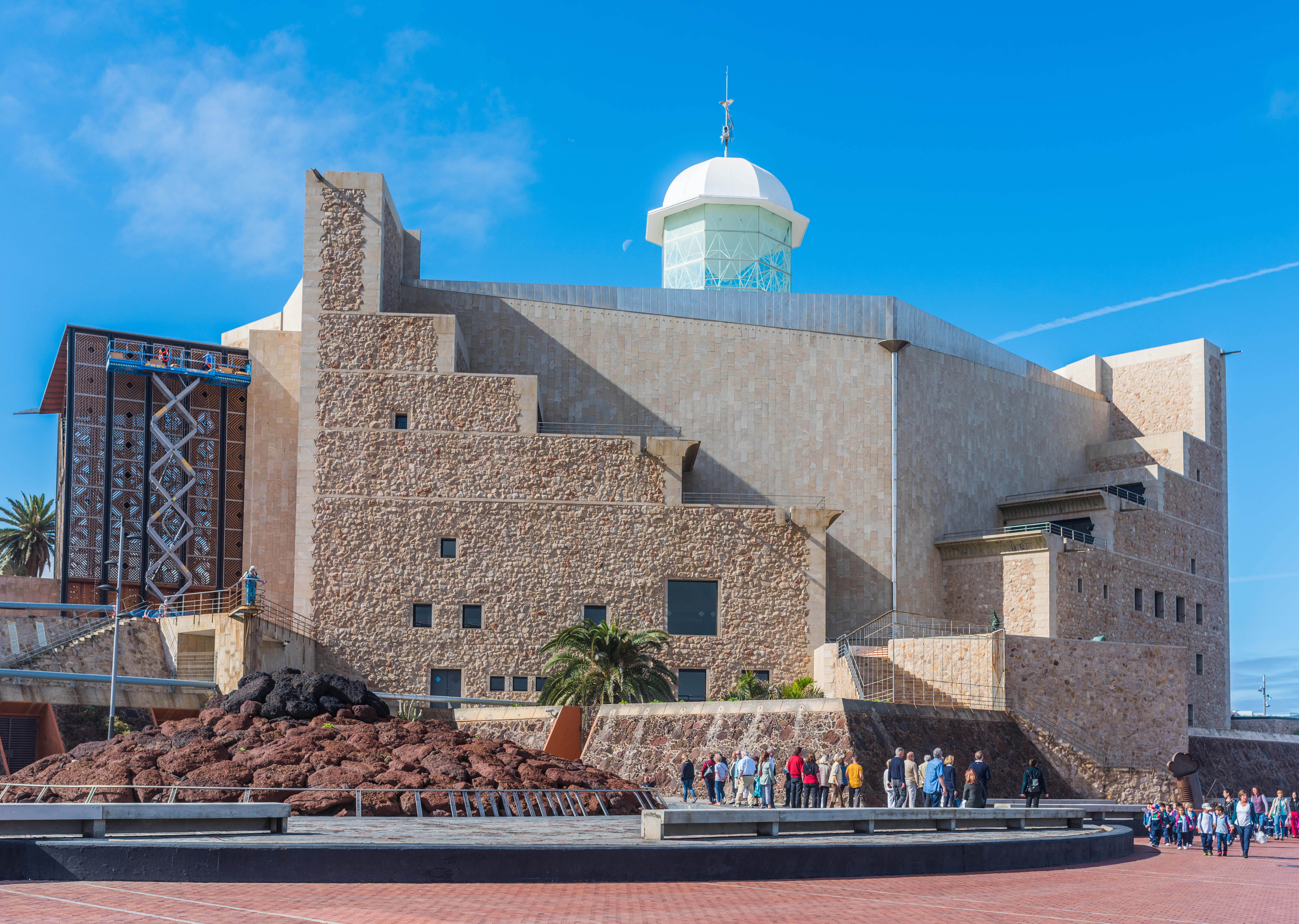
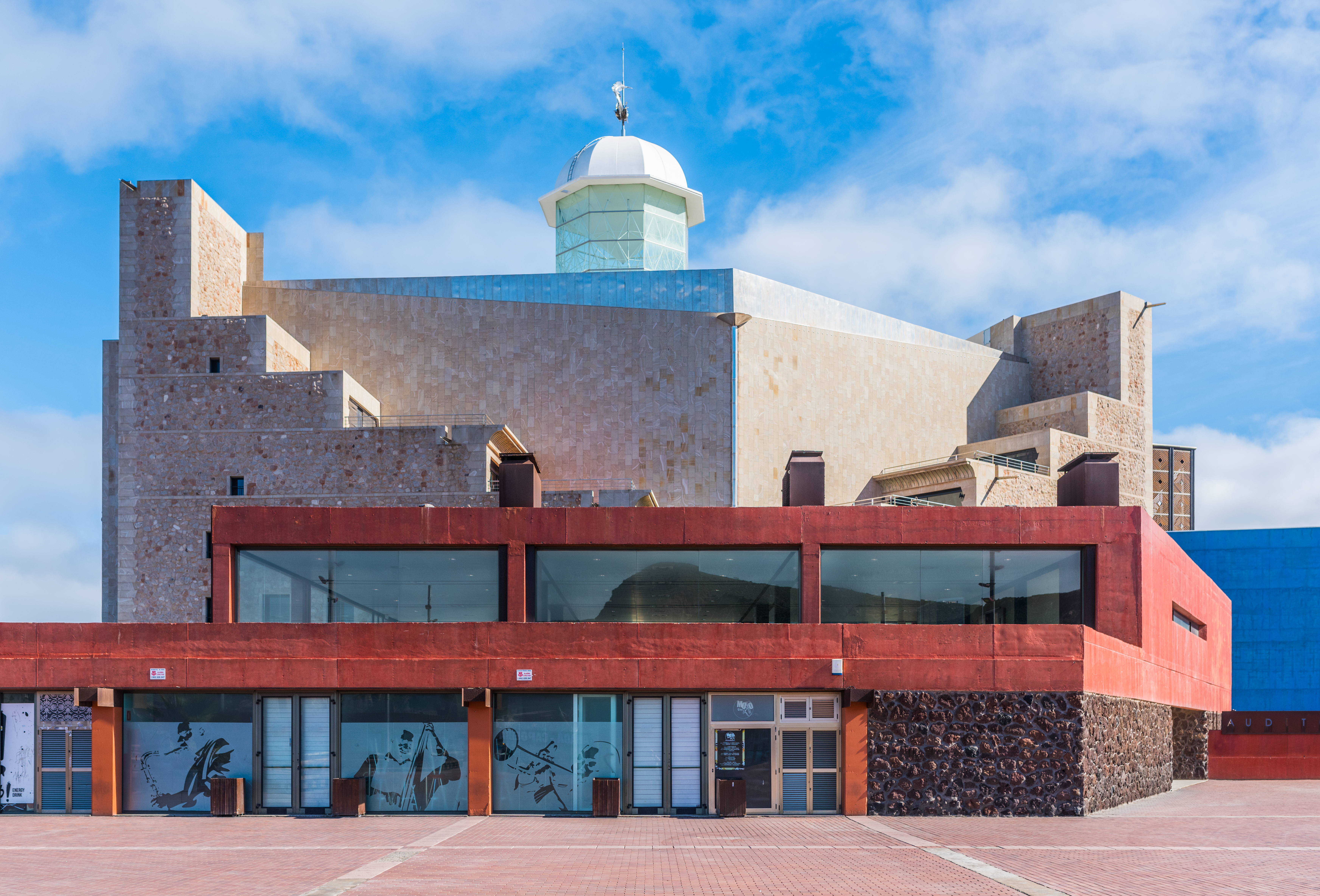
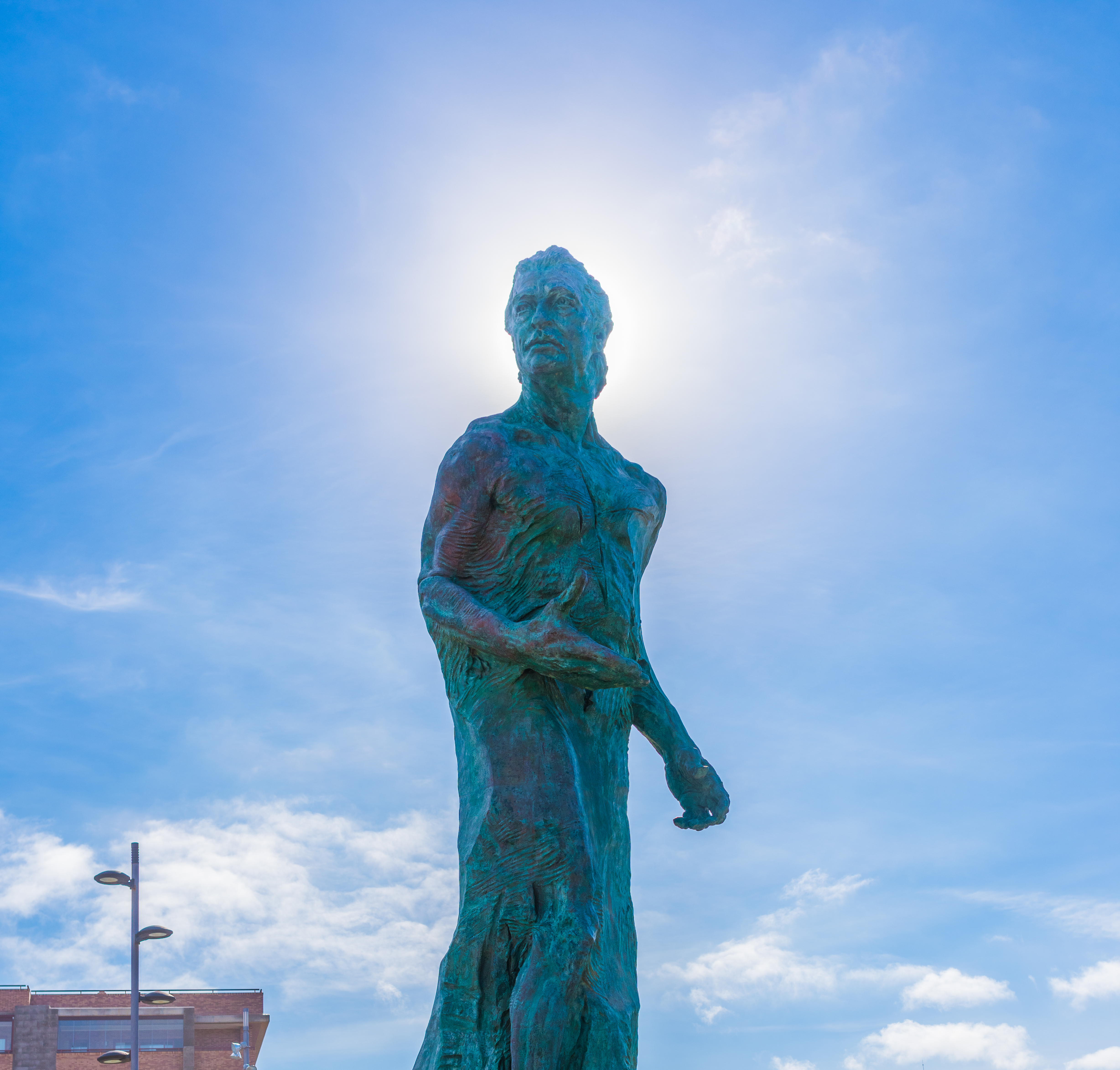

## وصلات خارجية
- ألفريدو كراوس على موقع IMDb (الإنجليزية)
- ألفريدو كراوس على موقع مونزينجر (الألمانية)
- ألفريدو كراوس على موقع ميوزك برينز (الإنجليزية)
- ألفريدو كراوس على موقع أول ميوزيك (الإنجليزية)
- ألفريدو كراوس على موقع ديسكوغز (الإنجليزية)
- ألفريدو كراوس على موقع قاعدة بيانات الفيلم (الإنجليزية)
- ألفريدو كراوس على موقع ليتربوكسد (الإنجليزية)